# The Cancer Empire
The Cancer Empire är det andra stora skivbolagsläppta albumet från det svenska melodiska death metal-bandet Zonaria och det första att släppas genom deras nya skivbolag Century Media Records. Albumet spelades in i Studio Fredman med Fredrik Nordström. Sångaren Simon Berglund kommenterade:
| ”                | Cancer Empire syftar på en nation som infekterar omvärlden genom att sprida lögner och svek i syfte att dominera. För oss är det en realistisk reflektion över hur världen ser ut idag. | „ |
| – Simon Berglund | |   |

## Låtlista
1. "Slaughter is Passion" - 4:14
2. "Praise the Eradication" - 4:05
3. "Crowning King Cancer" - 5:46
4. "Contra Mundum" - 4:37
5. "Termination Process" - 3:32
6. "At War With the Inferior" - 3:21
7. "From the Abysmal Womb" - 5:26
8. "Damnation Dressed in Flesh" - 4:01
9. "Humanity vs. Sanity" 4:15
10. "The Icon and the Faceless" 5:55
11. "Mad World (Tears for Fears cover)" - 3:48 (Amerikanskt bonusspår)

## Medverkande
- Simon Berglund - Sång/gitarr
- Emil Nyström - Gitarr
- Markus Åkebo - Bas
- Emanuel "Cebbe" Isaksson - Trummor
- Illustrationer av Pär Olofsson